# 朱憲㸅
遼愍王朱憲㸅（1526年—1582年），自號種蓮子，明朝第八代遼王，莊王朱致格的庶第一子。嘉靖十四年（1535年）十二月受封句容王，嘉靖十九年（1540年）晉封遼王，在位二十八年，後被罷為庶人。

## 簡介
朱憲㸅在嘉靖年间因崇道教方術而获明世宗青睐，宫室苑囿、声伎狗马之乐甲于诸藩。而朱憲㸅亦生性风流，好文音、曲词章，雅工诗赋，尤嗜宫商。其自制词、艳曲、杂剧、传奇最为称道。有《春风十调》、《唾绒》、《误归期》、《玉阑干》、《金儿弄丸记》等，皆极婉丽。又好营宫室，置亭院二十余区，以美人钟鼓充之，其名有西楼、西宫、曲密华房、太乙竹宫，有月榭、红房、花坳、药圃、雪溪、冰室、莺坞、虎圈，又有塔桥、龙口、西畴、草湖、珠洞、宫人斜，诸处绵延包络，参差蔽亏，琪花瑶树，异兽文禽，靡不毕致，日与诸名士赋诗觞酒其中。
朱憲㸅喜歡一些邪魔巫術，曾以欲得「有生氣」的人頭，遂令校尉施友义将醉卧街头的居民顾长保头颅割取，荆州举城惊视。
朱憲㸅荒淫無道，每次出游均不备法驾，喜带随从数十人游荆州城，遇少年男女美色者，辄拥入府中淫污。后强夺民女渐多，遂建三宫，东曰双莲宫，以乐妇陈五儿领之；西曰芳华宫，扬州顾氏领之；又曰裕昆宫，王安然领之，各铸银印。辽府广元康僖王朱致椹薨，有美妾月娥、翠儿、兰香等人，均被收入宫中。宗室朱致槻母亲黄氏（朱憲㸅的祖母辈）被朱憲㸅哄至密室逼奸，不从，乃绝其饮食，六日不死，于是将黄氏生置棺中，扛廓门外焚之。仪宾赵儒之妻为原陵县君，是朱憲㸅的祖姑，也被诱至府中奸之。
朱憲㸅有众多男宠，如荆州卫指挥王朝彦、监生锺应斗、杭州生员宋章甫、方士顾通诚、刘洞玄、李一山等，乐工申观光为吴江人，性姿妩媚，朱憲㸅尤为宠爱。曾纳娼妇张大儿，生子名唤川儿，及渐长请名，王府仪宾李世荣、张栋、郭兴爵等人欲举报其为娼妇所生（明朝祖训及大明会典禁止娼妓“花生”之子继承王爵），朱憲㸅将李世荣挐至王府宝训堂打死，川儿请得赐名曰朱术玺。朱憲㸅晚年患异疾，不能亲女色，后宫中往往有抑郁致死者。
明世宗晏驾，诏至荊州，朱憲㸅不衰不哀，为巡按所弹劾。隆慶二年（1568年）張居正上疏，明穆宗派刑部侍郎洪朝选、锦衣卫指挥使程尧相前往荆州，宪㸅立下一大白纛（白旗），上寫“讼冤之纛”，被湖廣按察司副使施篤臣視為造反，篤臣以官兵五百人围王宫，拿下憲㸅，彰明其罪迹，穆宗将其廢為庶人，發配高牆，术玺迁往武昌安置。此後遼國由遼府宗理管理。
朱憲㸅被囚禁月餘，期間飲酒賦詩、了不為意，臨行送往高牆之日，他撰寫了一篇表文，向其母毛太妃辭別，寫的時候他血淚淋漓，把文章全沾濕了，表文呈上後，朱憲㸅神色如故，僅向袁太守要求說：「公知道我喜好寫詩撰文，請幫我多準備文房四宝，讓我帶去。」其後朱憲㸅在凤阳又编纂《卖花声》诸词数百阕，颇有南唐后主李煜晚年入宋所作诸词之意。萬曆十年（1582年）去世。南明隆武時平反，追復朱憲㸅名號，補諡曰愍。

## 著作
- 《種蓮歲稿》六卷[6]
- 《種蓮文畧》二卷[1]

| 無 原因：明政府封之 | 明句容國國王 1535年－1540年 | 無 原因：襲封遼國，封國廢除          |
| 前任： 父莊王朱致格 | 明遼國國王 1540年－1568年   | 空缺下一位持有相同頭銜者：靖王朱術雅 |
| 前任： 父莊王朱致格 | 明遼國國王 1540年－1568年   | 繼任： 從弟朱憲爀 遼府宗理           |